# Đài Tưởng niệm Nạn nhân của Chủ nghĩa Cộng sản

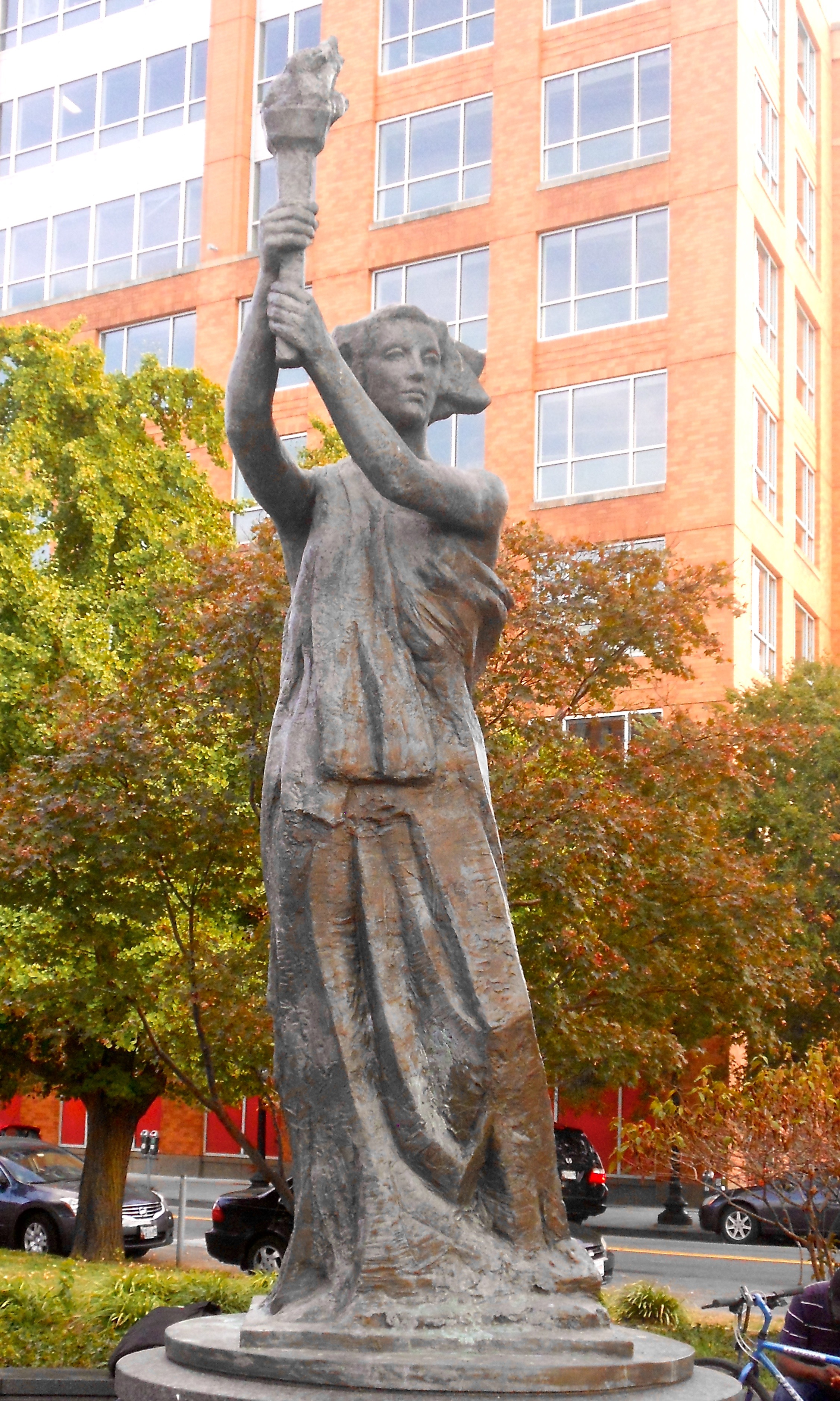
Đài Tưởng niệm Nạn nhân của Chủ nghĩa Cộng sản

Đài Tưởng niệm Nạn nhân của Chủ nghĩa Cộng sản (Victims of Communism Memorial) được xây dựng trong một khuôn viên tại Washington, D.C., ở giao điểm của Đại lộ Massachusetts và Đại lộ New Jersey và Đường G, N.W, cách Ga Liên hiệp (Union Station) hai dãy phố và trong tầm nhìn của Tòa nhà Quốc hội Hoa Kỳ, về hướng Tây.
Theo Quỹ Đài Tưởng niệm Nạn nhân của Chủ nghĩa Cộng sản thì mục đích của tượng đài lớn đó là "để lịch sử về sự tàn bạo của cộng sản sẽ được dạy cho các thế hệ tương lai", và được ghi nhận là "để tưởng nhớ hơn 100 triệu nạn nhân của chủ nghĩa cộng sản".
Đài Tưởng niệm Nạn nhân của Chủ nghĩa Cộng sản được Tổng thống Hoa Kỳ George W. Bush khánh thành vào ngày 12 tháng 6 năm 2007, kỷ niệm 20 năm ngày Tổng thống Ronald Reagan đọc bài diễn văn nổi tiếng "Hãy phá đổ bức tường này" trước Bức tường Berlin.

## Quá trình thực hiện dự án
Một dự luật (gọi tắt là H.R. 3.000) cho phép dựng đài tưởng niệm được bảo trợ bởi hai Dân biểu Hoa Kỳ Dana Rohrabacher và Tom Lantos, và hai Thượng nghị sĩ Hoa Kỳ Claiborne Pell và Jesse Helms, được nhất trí thông qua vào ngày 17 tháng 12 năm 1993 và được Tổng thống Hoa Kỳ Bill Clinton ký thành luật theo bộ Luật công chúng 103-199 Chương 905 (Public Law 103-199) của Hoa Kỳ. Vì chậm trễ trong việc thiết lập tượng đài, giấy phép sau đó được gia hạn theo Chương 326 của bộ Luật công chúng 105-277 được chấp thuận ngày 21 tháng 10 năm 1998 cho đến hết ngày 17 tháng 12 năm 2007. Ủy ban Vận động Xây dựng Đài Tưởng niệm Nạn nhân của Chủ nghĩa Cộng sản có nhiệm vụ gây quỹ và điều hành các giai đoạn đầu hoạch định cho tượng đài.
Tháng 11 năm 2005, Ủy ban Kế hoạch Thủ đô Quốc gia chấp thuận mẫu thiết kế cho tượng đài là một bản sao bức tượng "Nữ thần Dân chủ" bằng đồng cao 3 mét với hình người phụ nữ cầm ngọn đuốc tự do - hình ảnh mà các sinh viên Trung Quốc đã dựng lên trong cuộc biểu tình ở Thiên An Môn năm 1989. Đài tưởng niệm gây ra lời chỉ trích từ Đại sứ quán Cộng hòa Nhân dân Trung Hoa vì bức tượng gợi nhớ lại các cuộc biểu tình đòi dân chủ đã bị đàn áp bằng xe tăng và súng đạn tại Quảng trường Thiên An Môn. Đại sứ quán gọi việc xây dựng tượng đài này như "một mưu toan phỉ báng Trung Hoa".
Mẫu thiết kế đài tưởng niệm và bức tượng là công trình của điêu khắc gia Thomas Marsh. Tượng được đặt trên một bệ đá, mặt trước có khắc câu: To the more than one hundred million victims of Communism and those who love liberty (Để tưởng nhớ hơn 100 triệu nạn nhân của chủ nghĩa Cộng sản và những người yêu chuộng tự do); và mặt sau: To the freedom and independence of all captive nations and peoples (Cho tự do và độc lập của những quốc gia và dân tộc bị giam cầm).

## Đóng góp quỹ và đón nhận tượng đài
Công trình tưởng niệm này do quỹ Victims of Communism Memorial Foundation (VOCMF) xây dựng. Đây là một tổ chức bất vụ lợi được thành lập theo bộ Luật công chúng 103-199 vào năm 1994, nhằm mục đích tưởng niệm hơn một trăm triệu nạn nhân của chế độ cộng sản trên thế giới. Chủ tịch của VOCMF là ông Lee Edwards, Chủ tịch danh dự là Tổng thống Hoa Kỳ George W. Bush. Ngân khoản cho công trình xây cất này là 825.000 đô la Mỹ, được đóng góp bởi nhiều cá nhân, tổ chức, đoàn thể chính trị cùng nhiều quốc gia từng là nạn nhân của chế độ cộng sản như Ba Lan, Hungary, Cộng hòa Séc, Slovakia, Bulgaria, Estonia, Gruzia, Cuba, Đài Loan... Tổng cộng số tiền đóng góp do Cộng đồng người Việt gây quỹ cho (VOCMF) thu được là 100.000 đô la Mỹ

## Lễ khánh thành
Lễ đặt viên đá đầu tiên xây đài tưởng niệm này vào ngày 27 tháng 9 năm 2006.
Vào ngày 12 tháng 6 năm 2007, đài tưởng niệm được chính thức khánh thành, có Tổng thống Hoa Kỳ George W. Bush tham dự. Trong số hàng trăm khách mời thuộc các quốc gia từng và đang theo chính thể cộng sản, có nhiều người được cho là nạn nhân trực tiếp của những chính thể theo chủ nghĩa cộng sản, như nhà thơ người Việt Nguyễn Chí Thiện, tù nhân chính trị Trung Hoa Harry Wu, nhà báo chống cộng Litva Nijolė Sadūnaitė và nhiều người khác.
Trong buổi lễ khánh thành, Tổng thống Bush đã nêu ẩn danh của những người từng là nạn nhân của chủ nghĩa cộng sản:
| “ | Họ gồm có các nạn nhân Ukraina bị chết đói trong Nạn đói Vĩ đại dưới thời Stalin; hoặc những người Nga bị giết trong các cuộc thanh trừng của Stalin; những người Litva, Latvia và Estonia bị quăng lên xe chở trâu bò và bị đày khổ sai trong các trại tử thần vùng giá rét của chủ nghĩa Cộng sản Xô Viết. Họ bao gồm những người Trung Hoa bị giết chết trong Đại nhảy vọt và Cách mạng Văn hóa; những người Campuchia bị tàn sát trong những cánh đồng chết của Pol Pot; những người Đông Đức bị bắn chết trong lúc cố trèo qua Bức tường Berlin để tìm tự do; những người Ba Lan bị tàn sát tại rừng Katyn; và những người Ethiopia bị tàn sát trong cuộc "Khủng bố Đỏ"; những người da đỏ Miskito bị giết chết bởi chế độ độc tài Sandinista ở Nicaragua; và những người Cuba, Việt Nam bị chết chìm trong lúc vượt thoát bạo quyền. | ” |

Ông Bush cũng nói: "Thủ đô Hoa Kỳ chưa từng có đài tưởng niệm nào cho nạn nhân của chế độ cộng sản" và "Trước sự hiện diện của những người, nam cũng như nữ, đã đấu tranh cưỡng lại cái ác và tiếp tay đưa đến sự sụp đổ của đế quốc cộng sản, tôi hãnh diện nhận lấy Đài Tưởng niệm Nạn nhân của Chủ nghĩa Cộng sản, thay mặt cho nhân dân Hoa Kỳ".